# Dziennik Departamentowy Radomski
Dziennik Departamentowy Radomski – polski tygodnik urzędowy, prenumerowany obowiązkowo przez urzędy administracji departamentu radomskiego Księstwa Warszawskiego. Dziennik ten ukazywał się od 1811.